# Призраки (телесериал, 2021)
«Призраки» (англ. Ghosts) — американский ситком, адаптация одноимённого британского ситкома. Премьера состоялась 7 октября 2021 года на телеканале CBS.
В январе 2022 года телесериал был продлен на второй сезон, премьера которого назначена на 29 сентября 2022 года. В январе 2023 года сериал был продлен на третий сезон
Премьера третьего сезона телесериала состоялась 15 февраля 2024 года.

## Сюжет
Молодая пара получает в наследство роскошный загородный дом. Однако вскоре выясняется, что дом населён призраками прошлых жильцов.

## В ролях

### Основной состав
- Роуз Макайвер — Сэм
- Уткарш Амбудкар — Джей
- Ребекка Уайсок — Хэтти
- Ашер Гродмен — Тревор
- Брэндон Скотт Джонс — Исаак
- Ричи Мориарти — Пит
- Шила Карраско — Флауэр
- Даниэль Пиннок — Альберта
- Роман Сарагоса — Сасаппис
- Деван Лонг — Торфинн
- Одесса Адлон -  Стефани

## Обзор сезонов
| Сезон | Сезон | Эпизоды | Дата показа      | Дата показа    | Рейтинг Нильсона | Рейтинг Нильсона       |
| Сезон | Сезон | Эпизоды | Премьера         | Финал          | Ранк             | Зрители США (миллионы) |
| ----- | ----- | ------- | ---------------- | -------------- | ---------------- | ---------------------- |
|       | 1     | 18      | 7 октября 2021   | 21 апреля 2022 | 13               | 8.41                   |
|       | 2     | 22      | 29 сентября 2022 | 11 мая 2023    | 8                | 9.07                   |
|       | 3     | 10      | 15 февраля 2024  | 2 мая 2024     | 10               | 8.21                   |
|       | 4     | 22      | 17 октября 2024  | 8 мая 2025     | TBA              | TBA                    |
|       | 5     | TBA     | TBA              | TBA            | TBA              | TBA                    |
|       | 6     | TBA     | TBA              | TBA            | TBA              | TBA                    |

## Список эпизодов

### Сезон 1 (2021—2022)
| № общий | № в сезоне | Название                             | Режиссёр          | Автор сценария               | Дата премьеры   | Зрители в США (млн) |
| --- | ---------- | ------------------------------------ | ----------------- | ---------------------------- | --------------- | ------------------- |
| 1 | 1          | «Пилот» «Pilot»                      | Трент О’Доннелл   | Джозеф Уайзмен & Джо Порт    | 7 октября 2021  | 5.52                |
| Саманта и Джей бросают осторожность и деньги на ветер, когда решают превратить унаследованное ими захудалое загородное поместье в гостиницу типа "постель и завтрак" – только для того, чтобы обнаружить, что в нем обитает множество самоуверенных духов умерших жителей, которые теперь называют его домом.                                   |            |                                      |                   |                              |                 |                     |
| 2 | 2          | «Привет!» «Hello!»                   | Трент О’Доннелл   | Джозеф Уайзмен & Джо Порт    | 7 октября 2021  | 5.52                |
| Когда Сэм думает, что она сумасшедшая, потому что продолжает видеть призраков Вудстоун-мэнора, она пытается игнорировать их, делая их еще более решительными, чтобы заставить ее признать, что они реальны. |            |                                      |                   |                              |                 |                     |
| 3 | 3          | «Похороны викингов» «Viking Funeral» | Трент О’Доннелл   | Джош Малмут                  | 14 октября 2021 | 5.27                |
| Когда кости Торфинна обнаруживают на территории Вудстоуна, он просит Сэм провести традиционные похороны викингов, о которых он всегда мечтал. Однако Сэм и Джей разрываются, когда узнают, что кости можно продать музею за очень большие деньги. Кроме того, призраки проводят выборы “представителя призрака”, чтобы донести проблемы до Сэм. |            |                                      |                   |                              |                 |                     |
| 4 | 4          | «Званый ужин» «Dinner Party»         | Трент О’Доннелл   | Трей Коллмер & Джон Бликстид | 21 октября 2021 | 5.20                |
| Когда Сэм и Джей приглашают любопытных соседей Генри и Маргарет на званый ужин, чтобы уговорить их разрешить ночлег и завтрак, призраки отчаянно хотят быть включенными в список гостей. |            |                                      |                   |                              |                 |                     |
| 5 | 5          | «Хэллоуин» «Halloween»               | Кэти Лок О’Брайэн | Талия Бернштейн              | 28 октября 2021 | 5.76                |
| На Хэллоуин в особняке Вудстоун призраки пытаются помочь Сэм и Джею защитить свой дом от соседских детей, которые ежегодно разрушают дом. |            |                                      |                   |                              |                 |                     |
| 6 | 6          | «Жена Пита» «Pete's Wife»            | Трент О’Доннелл   | Кира Калуш                   | 4 ноября 2021   | 5.94                |
| Пит убеждает Сэм пригласить свою живую жену в особняк, но обнаруживает, что она много лет скрывала от него мрачную тайну. Кроме того, Сассапис злится на Торфинна за то, что он обманул их любимое шоу без него, и Тревор узнает, что у него может быть дочь.                                                                                   |            |                                      |                   |                              |                 |                     |
| 7 | 7          | «Статья Флауэр» «Flower's Article»   | Кэти Лок О’Брайэн | Эмили Шмидт                  | 11 ноября 2021  | 5.23                |
| Когда Сэм поручают написать статью о Флауэр и ее друзьях, ограбивших банк во время их коммуны, Флауэр умоляет Сэм не соглашаться на эту работу, потому что ей неловко из-за той части истории, которую она никогда не раскрывала. |            |                                      |                   |                              |                 |                     |
| 8 | 8          | «Подземелья и драконы» «D&D»         | Ник Вонг          | Трей Коллмер & Джон Бликстид | 18 ноября 2021  | 5.42                |
| После того, как Джея выгнали из кампании Dungeons & Dragons вместе с его городскими друзьями, Сэм соглашается организовать новую кампанию между ним и призраками. Кроме того, Айзек противостоит своим чувствам к Найджелу, призраку британского солдата, от которого он хранил гигантский секрет.                                              |            |                                      |                   |                              |                 |                     |
| 9 | 9          | «Поклонник Альберты» «Alberta's Fan» | Ник Вонг          | Лорен Бриджес                | 2 декабря 2021  | 5.46                |
| Альберта приходит в восторг, когда супер-фанат ее музыки посещает особняк, чтобы узнать о ней больше. Кроме того, Тор убеждает Хетти пойти с ним на прогулку в надежде, что это вызовет особые воспоминания. |            |                                      |                   |                              |                 |                     |
| 10 | 10         | «Одержимость» «Possession»           | Кэти Лок О’Брайэн | Риши Читкара                 | 9 декабря 2021  | 5.75                |
| Хэтти случайно овладевает телом Джея как раз в тот момент, когда они с Сэмом собираются показать особняк Вудстоун известному организатору свадеб. |            |                                      |                   |                              |                 |                     |
| 11 | 11         | «Мама Сэма» «Sam's Mom»              | Кэти Лок О’Брайэн | Джон Тимоти                  | 6 января 2022   | 6.48                |
| Сэм и Джей отправляются туда, где умерла мать Сэм, Шерил, чтобы посмотреть, не стала ли она теперь призраком. |            |                                      |                   |                              |                 |                     |
| 12 | 12         | «Сестра Джея» «Jay's Sister»         | Кристин Гернон    | Джулия Хартнер & Иэн Мерфи   | 13 января 2022  | 6.47                |
| Сестра Джея, Бела, приходит навестить Сэма и Джея после того, как ее бросил ее парень. Они потрясены, обнаружив, что она общается с кем-то, кого они знают. |            |                                      |                   |                              |                 |                     |
| 13 | 13         | «Свод» «The Vault»                   | Кристин Гернон    | Джозеф Уайзмен & Джо Порт    | 20 января 2022  | 6.68                |
| Сэм и Джей собираются провести свадьбу друга, которая могла бы поднять их бизнес по производству постельного белья. Призрак мужа Хэтти пытается разрушить планы Сэма. |            |                                      |                   |                              |                 |                     |
| 14 | 14         | «Литературный раб» «Ghostwriter»     | Кимми Гейтвуд     | Джош Малмут & Джон Тимоти    | 24 февраля 2022 | 5.85                |
| Сасапис предлагает помочь Сэму завершить веб-сайт завтраков, чтобы они могли начать принимать заказы. Пит связывается с Джеем. Цветок пытается стать новым баскетбольным приятелем Пита. |            |                                      |                   |                              |                 |                     |
| 15 | 15         | «Торапия» «Thorapy»                  | Кимми Гейтвуд     | Трей Коллмер & Джон Бликстид | 3 марта 2022    | 5.52                |
| Призраки должны спать вместе, пока некоторые комнаты ремонтируют. Ночные кошмары Тора усиливаются, и они пытаются оказать ему профессиональную помощь. |            |                                      |                   |                              |                 |                     |
| 16 | 16         | «Штаны Тревора» «Trevor's Pants»     | Трент О’Доннелл   | Кира Калуш & Талия Бернштейн | 31 марта 2022   | 6.23                |
| Тайна о пропавших штанах Тревора раскрывается, когда его богатый бывший друг приходит в особняк Вудстоуна, чтобы купить часы, которые Сэм и Джей нашли на трупе Элиаса Вудстоуна. Тор решает рассказать Флауэр, как он к ней относится. |            |                                      |                   |                              |                 |                     |
| 17 | 17         | «Девушка с чердака» «Attic Girl»     | Трент О’Доннелл   | Эмили Шмидт & Лорен Бриджес  | 14 апреля 2022  | 5.96                |
| Призрак 80-х годов по имени Стефани, которая умерла на выпускном вечере, просыпается на чердаке. Она заставляет Сэма противостоять тому, что произошло в ее собственную выпускную ночь. |            |                                      |                   |                              |                 |                     |
| 18 | 18         | «Фарнсби и Б.» «Farnsby & B»         | Кортни Каррильо   | Джозеф Уайзмен & Джо Порт    | 21 апреля 2022  | 6.25                |
| Джей и Сэм готовы открыть свой сайт. Тор возвращается, чтобы укусить их. Бизнес Джея рухнул, так как он полностью повторяет норвежский бренд. |            |                                      |                   |                              |                 |                     |

### Сезон 2 (2022)
| № общий | № в сезоне | Название                                                                      | Режиссёр          | Автор сценария                  | Дата премьеры    | Зрители в США (млн) |
| ------- | ---------- | ----------------------------------------------------------------------------- | ----------------- | ------------------------------- | ---------------- | ------------------- |
| 19      | 1          | «Шпионы» «Spies»                                                              | Трент О’Доннелл   | Трей Коллмер & Джон Бликстид    | 29 сентября 2022 | 6.46                |
| 20      | 2          | «Подкаст Альберты» «Alberta's Podcast»                                        | Трент О’Доннелл   | Талия Бернштейн                 | 6 октября 2022   | 6.21                |
| 21      | 3          | «Друзья Джея» «Jay's Friends»                                                 | Трент О’Доннелл   | Эндоре-Кайзер                   | 13 октября 2022  | 6.54                |
| 22      | 4          | «Дерево» «The Tree»                                                           | Трент О’Доннелл   | Джош Малмут                     | 20 октября 2022  | 6.08                |
| 23      | 5          | «Хэллоуин 2: Призрак прошлого Хэтти» «Halloween 2: The Ghost of Hetty's Past» | Кэти Лок О’Брайэн | Кира Калуш                      | 27 октября 2022  | 6.78                |
| 24      | 6          | «Малыш Бьорн» «The Baby Bjorn»                                                | Кэти Лок О’Брайэн | Джозеф Уайзмен & Джо Порт       | 3 ноября 2022    | 6.15                |
| 25      | 7          | «Глупые смерти» «Dumb Deaths»                                                 | Ник Вонг          | София Лир                       | 10 ноября 2022   | 6.61                |
| 26      | 8          | «Лицензия на алкоголь» «"The Liquor License»                                  | Ник Вонг          | Зора Бикангага                  | 8 декабря 2022   | 6.35                |
| 27      | 9          | «Дух Рождества, часть первая» «The Christmas Spirit, Part One»                | Джей Карас        | Эмили Шмидт                     | 15 декабря 2022  | 7.00                |
| 28      | 10         | «Дух Рождества, часть вторая» «The Christmas Spirit, Part Two»                | Джей Карас        | Джозеф Уайзмен & Джо Порт       | 15 декабря 2022  | 7.00                |
| 29      | 11         | «Идеальный помощник» «The Perfect Assistant»                                  | Мэтью Черри       | Лорен Бриджес                   | 5 января 2023    | 6.55                |
| 30      | 12         | «Семейный бизнес» «The Family Business»                                       | Ник Вонг          | Зора Бикангага                  | 12 января 2023   | 6.47                |
| 31      | 13         | «Охотник за привидениями» «Ghost Hunter»                                      | Алекс Хардкасл    | Риши Читкара                    | 2 февраля 2023   | 6.91                |
| 32      | 14         | «Тело Тревора» «Trevor’s Body»                                                | Алекс Хардкасл    | Иэн Мерфи                       | 9 февраля 2023   | 6.98                |
| 33      | 15         | «Свидание, которое нужно запомнить» «A Date To Remember»                      | Ричи Кин          | Трей Коллмер & Джон Бликстид    | 16 февраля 2023  | 6.53                |
| 34      | 16         | «Книга Исаака» «Isaac's Book»                                                 | Ричи Кин          | Джош Малмут                     | 2 марта 2023     | 6.46                |
| 35      | 17         | «Выходные из ада» «Weekend from Hell»                                         | Трент О’Доннелл   | София Лир                       | 9 марта 2023     | 6.62                |
| 36      | 18         | «Потомок Альберты» «Alberta's Descendant»                                     | Трент О’Доннелл   | Гай Эндор-Кайзер                | 30 марта 2023    | 6.31                |
| 37      | 19         | «Призрак отца невесты» «Ghost Father of the Bride»                            | Джей Карас        | Джулия Хартнер & Лиз Александер | 13 апреля 2023   | 6.26                |
| 38      | 20         | «Самая горячая пара Вудстоунов» «Woodstone's Hottest Couple»                  | Джей Карас        | Кира Калуш                      | 27 апреля 2023   | 6.35                |
| 39      | 21         | «Кто сделал это?» «Whodunnit»                                                 | Кристин Гернон    | Джозеф Уайзмен & Джо Порт       | 4 мая 2023       | 6.40                |
| 40      | 22         | «Наследник» «The Heir»                                                        | Кристин Гернон    | Талия Бернштейн                 | 11 мая 2023      | 6.51                |

### Сезон 3 (2024)
| № общий | № в сезоне | Название                                                                                  | Режиссёр        | Автор сценария               | Дата премьеры   | Зрители в США (млн) |
| ------- | ---------- | ----------------------------------------------------------------------------------------- | --------------- | ---------------------------- | --------------- | ------------------- |
| 41      | 1          | «Сова» «The Owl»                                                                          | Джей Карас      | Трей Коллмер & Джон Бликстид | 15 февраля 2024 | 7.05                |
| 42      | 2          | «Мужчина твоей мечты» «Man of Your Dreams»                                                | Джей Карас      | Джозеф Уайзмен & Джо Порт    | 22 февраля 2024 | 6.05                |
| 43      | 3          | «Он видит мертвых людей» «He Sees Dead People»                                            | Пит Чатмон      | Талия Бернштейн              | 29 февраля 2024 | 6.10                |
| 44      | 4          | «Хэллоуин 3: Гость, который не хотел уходить» «Halloween 3: The Guest Who Wouldn't Leave» | Пит Чатмон      | Джош Малмут                  | 7 марта 2024    | 5.64                |
| 45      | 5          | «Негласный партнер» «The Silent Partner»                                                  | Трент О’Доннелл | Кира Калуш                   | 14 марта 2024   | 5.51                |
| 46      | 6          | «Кодекс братана» «The Bro Code»                                                           | Трент О’Доннелл | Эндоре-Кайзер                | 4 апреля 2024   | 5.86                |
| 47      | 7          | «Полтергейст» «The Polterguest»                                                           | Джуд Вэн        | Акила Грин                   | 11 апреля 2024  | 6.08                |
| 48      | 8          | «Ямы - зло» «Holes Are Bad»                                                               | Джуд Вэн        | София Лир                    | 18 апреля 2024  | 6.20                |
| 49      | 9          | «Турагент» «The Traveling Agent»                                                          | Кристин Гернон  | Скандер Халим & Эмили Шмидт  | 25 апреля 2024  | 6.07                |
| 50      | 10         | «Свадьба Исаака» «Isaac's Wedding»                                                        | Кристин Гернон  | Джон Тимоти & Лорен Бриджес  | 2 мая 2024      | 5.95                |

### Сезон 4 (2024)
| № общий | № в сезоне | Название | Режиссёр          | Автор сценария               | Дата премьеры   | Зрители в США (млн) |
| --- | ---------- | --- | ----------------- | ---------------------------- | --------------- | ------------------- |
| 51 | 1          | «Пейшенс» «Patience» | Ричи Кин          | Трей Коллмер                 | 17 октября 2024 | 5.57                |
| Пока Сэм и призраки спешат его найти, Айзек впервые сталкивается лицом к лицу с призраком-пуританином Пейшенс с тех пор, как она потерялась в грязи.                                                                             |            | |                   |                              |                 |                     |
| 52 | 2          | «Отец Сэм» «Sam's Dad» | Ричи Кин          | Джош Малмут                  | 24 октября 2024 | 5.55                |
| Когда отец Сэма приезжает в Вудстоун погостить, Пейшенс подвергает испытанию их отношения. Кроме того, Айзеку приходится справляться с последствиями своего разрыва с Найджелом, а Тору и Флауэр - с неловкой ситуацией с Нэнси. |            | |                   |                              |                 |                     |
| 53 | 3          | «Хэллоуин 4: Ведьма» «Halloween 4: The Witch»                                                                                         | Кэти Лок О’Брайэн | Джозеф Уайзмен & Джо Порт    | 31 октября 2024 | 5.82                |
| Призраки, ищущие развлечений во время скромного Хэллоуина, присоединяются к Пейшенс и устраивают суд над Сэмом как над ведьмой.                                                                                                  |            | |                   |                              |                 |                     |
| 54 | 4          | «Рабочий ретрит» «The Work Retreat»                                                                                                   | Кэти Лок О’Брайэн | София Лир                    | 7 ноября 2024   | 5.31                |
| 55 | 5          | «Звезда мертва» «A Star is Dead» | Кабир Ахтар       | Лиз Александер               | 14 ноября 2024  | 5.40                |
| 56 | 6          | «Первоисточник» «The Primary Source»                                                                                                  | Кабир Ахтар       | Талия Бернштейн              | 5 декабря 2024  | 5.44                |
| 57 | 7          | «Грустный Фарнсби» «Sad Farnsby» | Хизер Джек        | Гай Эндор-Кайзер             | 12 декабря 2024 | 5.53                |
| 58 | 8          | «Очень Арондекарское Рождество, Часть 1» «A Very Arondekar Christmas Part 1»                                                          | Ричи Кин          | Рупиндер Гилл                | 19 декабря 2024 | 4.90                |
| 59 | 9          | «Очень Арондекарское Рождество, Часть 2» «A Very Arondekar Christmas Part 2»                                                          | Ричи Кин          | Скандер Халим                | 19 декабря 2024 | 4.90                |
| 60 | 10         | «Не такой уж молчаливый партнер» «The Not-So-Silent Partner»                                                                          | Хизер Джек        | Эмили Шмидт                  | 30 января 2025  | TBA                 |
| 61 | 11         | «Торапия 2: Проблемы заброшенности» «Thorapy 2: Abandonment Issues»                                                                   | Ребекка Ашер      | Акила Грин                   | 6 февраля 2025  | TBA                 |
| 62 | 12         | «Это Конец Света, каким Мы Его Знаем, и о Чем Мы Говорили?» «It's the End of the World as We Know It and What Were We Talking About?» | Ребекка Ашер      | Кира Калуш                   | 13 февраля 2025 | TBA                 |
| 63 | 13         | «Призрачные братки» «Ghostfellas» | Роуз Макайвер     | Брайан Бах                   | 20 февраля 2025 | TBA                 |
| 64 | 14         | «Александр Гамильтон и шумная перепалка» «Alexander Hamilton and the Ruffle Kerfuffle»                                                | Ричи Кин          | Трей Коллмер & Джон Бликстид | 27 февраля 2025 | TBA                 |
| 65 | 15         | «Девичник» «The Bachelorette Party»                                                                                                   | Пит Чатмон        | Акила Грин                   | 6 марта 2025    | TBA                 |
| 66 | 16         | «День святой Хетти» «St. Hetty's Day»                                                                                                 | Пит Чатмон        | Джош Малмут                  | 13 марта 2025   | TBA                 |
| 67 | 17         | «Его девушка Шики» «His Girl Shiki»                                                                                                   | Тодд Бирман       | Джозеф Уайзмен & Джо Порт    | 3 апреля 2025   | TBA                 |
| 68 | 18         | «TBA» «Smooching and Smushing» | Тодд Бирман       | Рупиндер Гилл & София Лир    | 10 апреля 2025  | TBA                 |
| 69 | 19         | «Пинкус возвращается» «Pinkus Returns»                                                                                                | TBA               | TBA                          | 17 апреля 2025  | TBA                 |
| 70 | 20         | «TBA» «TBA» | TBA               | TBA                          | 24 апреля 2025  | TBA                 |
| 71 | 21         | «TBA» «TBA» | TBA               | TBA                          | 1 мая 2025      | TBA                 |
| 72 | 22         | «TBA» «TBA» | TBA               | TBA                          | 8 мая 2025      | TBA                 |

## Производство
29 ноября 2019 года CBS анонсировал производство адаптации британского сериала «Призраки». 4 марта 2020 года Роуз Макайвер получила главную роль в пилоте. 24 января 2022 года телеканал CBS продлил телесериал на второй сезон. 12 января 2023 года телеканал CBS  объявили, что сериал продлён на третий сезон. 12 марта 2024 года телеканал CBS продлил телесериал на четвертый сезон. 20 февраля 2025 года телеканал CBS продлил телесериал на пятый и шестой сезон.

## Отзывы
Сериал получил положительные отзывы критиков.